# Notogomphus leroyi
Notogomphus leroyi – gatunek ważki z rodziny gadziogłówkowatych (Gomphidae). Występuje w Afryce Subsaharyjskiej; stwierdzony w zachodniej Kenii, zachodniej Tanzanii, Ugandzie i Demokratycznej Republice Konga.